# 人体蜈蚣
《人形蜈蚣》（英語：The Human Centipede (First Sequence)）是一部2009年荷兰血腥虐杀獵奇片，由汤姆·希斯编剧并指导，迪特尔·拉瑟、艾希莉·威廉斯、艾希琳·雅妮、北村昭博等主演。電影讲述的是一个德国医生绑架三名游客，用手术将他们的嘴和肛门相连，组成一条“人体蜈蚣”。

## 演員
| 演員                             | 角色                         | 備註 |
| 迪特爾·拉瑟 Dieter Laser         | 约瑟夫·海特 Dr. Josef Heiter | 外科醫生，曾是知名的連體嬰分割權威。                                                                      |
| 艾希莉·威廉斯 Ashley C. Williams | 琳賽 Lindsay                 | 與好友珍妮同行到德國旅行，準備到當地飯店赴約時迷了路。 因擅自逃跑惹惱海特，而被分派到雙重傷害的中間位置。 |
| 艾希琳·雅妮 Ashlynn Yennie       | 珍妮 Jenny                   | 與好友琳賽同行到德國旅行，準備到當地飯店赴約時迷了路。                                                    |
| 北村昭博 Akihiro Kitamura        | 勝呂 Katsuro                 | 海特的第三個實驗對象，頂替卡車司機，是個日本觀光客。                                                      |

## 爭議
此電影的續集《人形蜈蚣2》在英國的BBFC和澳大利亞曾被禁播。